# Vonat

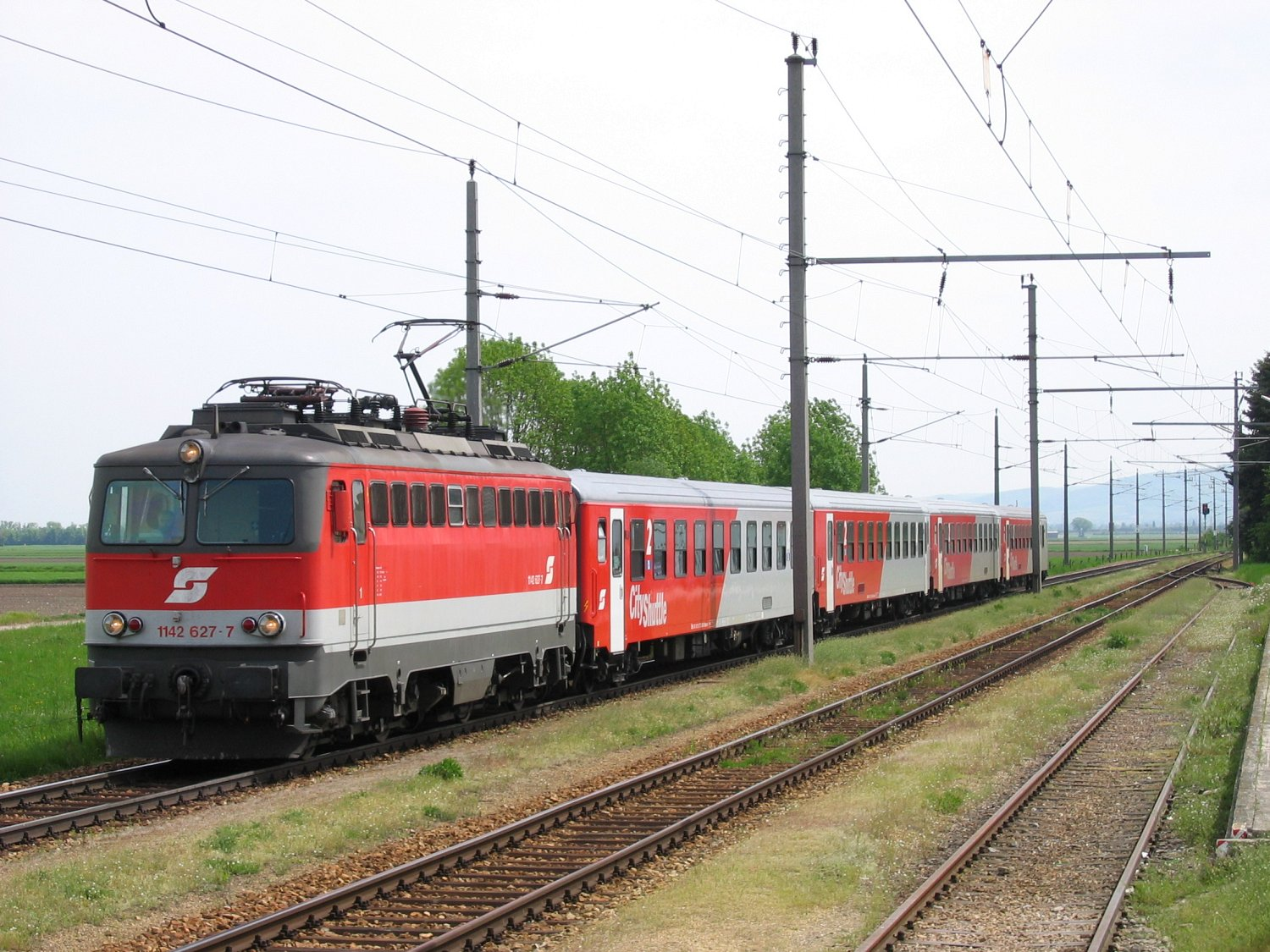
Ingavonat Ausztriában

A vasúti közlekedésben vonatnak nevezik egy vagy több vasúti jármű olyan szerelvényét, amely a vasúti pálya vonalán együtt közlekedve személy- vagy teherszállításra alkalmas. A vonat erőforrása vagy vontatójárműve általában a mozdony, amely vasúti kocsikat vontat, de vannak olyan vasúti járművek is, amelyek saját motorral képesek önmagukat mozgatni (pl. motorvonatok). A vonat erőforrása általában dízel vagy a vasúti pálya felett elhelyezett felsővezetékből, vagy harmadik sínből származó elektromos áram.  A vasúttörténelem során azonban számtalan más erőforrást is használtak a mozgatásukhoz (pl. lovak, gőz, gázturbinák, stb.).

## Vonattípusok
A vonat a mozdony és a vele összekapcsolt kocsik kombinációjából, vagy több önjáró motorkocsi összekapcsolásából áll. Előfordulhat az egyedülálló motorkocsi is mint személyszállító vonat (például az Árpád sínautóbusz). A vonatot húzhatja ló, vontathatja drótkötél, de hajthatja a gravitáció is. Speciális formája a vasútnak az egysínű vasút, a nagysebességű vasutak, a mágneses lebegővasutak, a gumikerekes földalatti vasutak, illetve a fogaskerekű vonatok.

### Személyszállító vonat

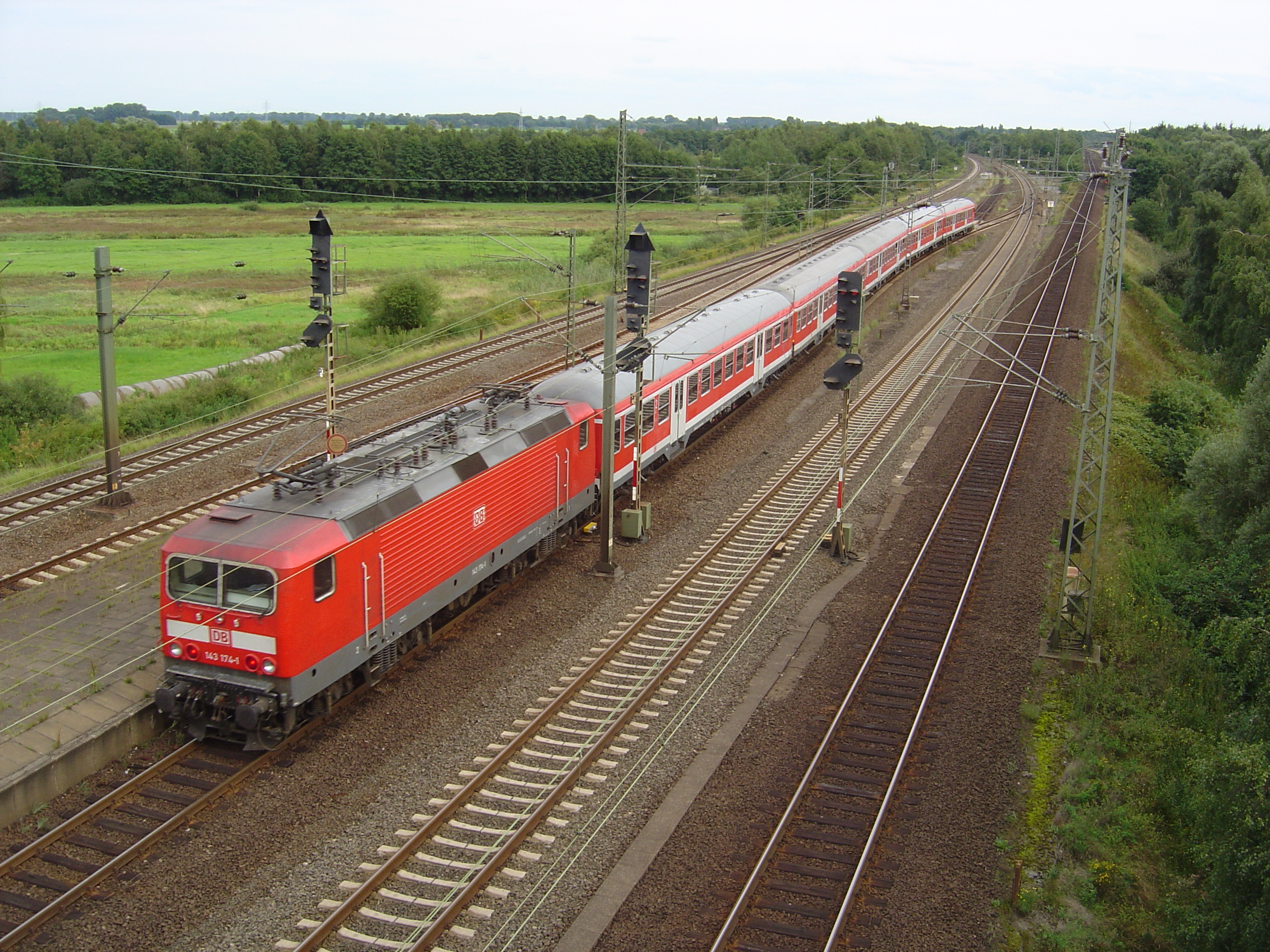
RegionalExpress vonat Németországban

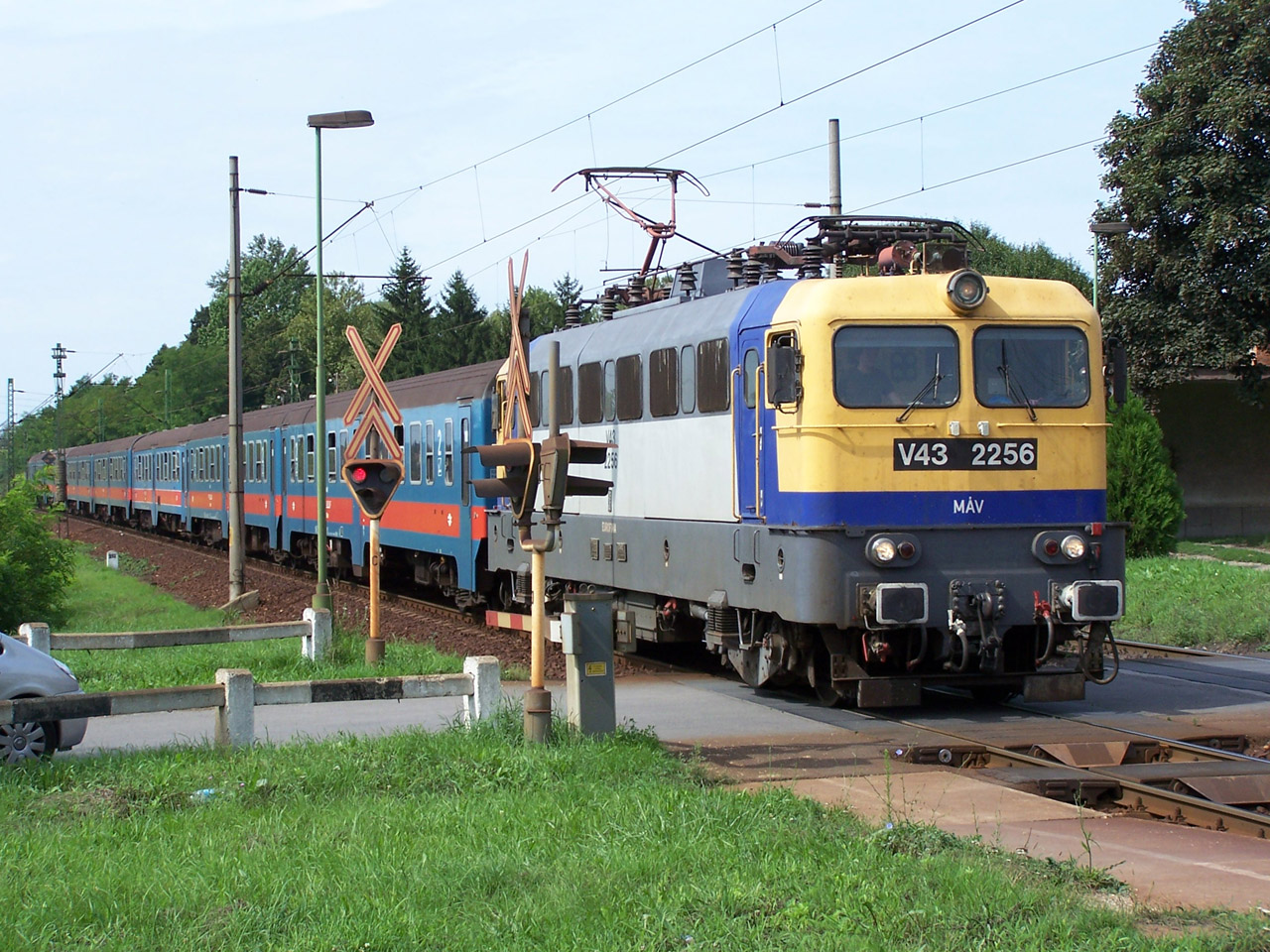
Személyvonat Pusztaszentistvánon

A személyszállító vonatok a vasútállomások között szállítják az utasokat. Két állomás között a távolság lehet 1 km alatt is, de akár több km is. A nagytávolságú vonatok, amelyek több országot is összeköthetnek, étkezőkocsival is rendelkezhetnek, de kapcsolhatnak hozzá fekvőhelyes kocsikat és hálókocsikat is. A nagysebességű vonatokhoz általában nem kapcsolnak hálókocsikat. Sebességükkel felveszik a versenyt a repülőgépekkel is. A nagyon nagy távolságú vonatok, mint a transzszibériai expressz, nem nagysebességűek. A vonatok városokat kötnek össze. Rövidebb távolságokra néhány város vasúthálózatot épített ki az agglomerációból a belvárosba ingázó emberek részére (például Budapesten a HÉV). Az elővárosi közlekedést megkönnyíti az ún. ingavonat alkalmazása. Néhány kocsiban több az állóhely, mint az ülőhely, megkönnyítve a gyerekkocsi, kerékpár vagy a kerekesszék szállítását. Több ország emeletes személyszállító kocsikat használ a városok közötti forgalomban.
A személyszállító vonatok vészfékkel vannak ellátva, amelyet veszély esetén az utazóközönség tud kezelni. Indokolatlan használatát büntetik.
A nagyvárosok gyakran használnak metrórendszert, amelyet földalatti vasútnak is lehet nevezni. Ezek a kocsik mindig elektromosan hajtottak, és az áramot egy harmadik sín szolgáltatja. A vonalak el vannak zárva az egyéb forgalomtól, és nem tartalmaznak szintbeli kereszteződést. A metróvonalakat rendszerint alagutakban vezetik, de előfordulhat az is, hogy a síneket a város külső részén a föld színéig felviszik. A metró kocsijainak gyorsulása és lassulása sokkal nagyobb, mint a hagyományos vonatoké.
A könnyű, egy-két kocsiból álló villamosokat, amelyek az utcákon futnak, magyarul nem hívjuk vonatnak, pedig a különbség annyi, hogy a villamos csak településhatáron belül közlekedik, a vonat pedig jellemzően azon kívül. A villamosvonalak már szintben keresztezik az utcákat. Azokat a vonalakat, amelyeket elkülönítenek az utca többi részéről, zárt pályás villamosvonalnak nevezzük.
A lebegő mágnesvasútra úgy lehet tekinteni, mint egy egyenesbe kiterített villanymotorra. A mágneses erő megemeli a vagont, így a jármű nem érinti a pályát, ezzel a súrlódását szinte nullára lehet csökkenteni.
Az egysínű vasút (monorail) a nevéből adódóan egy sínből áll, amelyet minden irányból közrefognak a vonat kerekei. Ez utóbbi két vonattípus a mai napig kuriózum maradt, nem terjedt el a mindennapi életben.
A fogaskerekű vasút meredek hegyi vonalakon terjedt el, ahol az acélkerekek tapadása nem elég a vonat biztonságos közlekedéséhez. Magyarországon a budapesti fogaskerekű vasút ilyen. Az ilyen helyeken a sínek között egy fogaslécet fektetnek le, amelybe a vonat hajtotta fogaskerék kapaszkodik bele.

### Teherszállító vonat

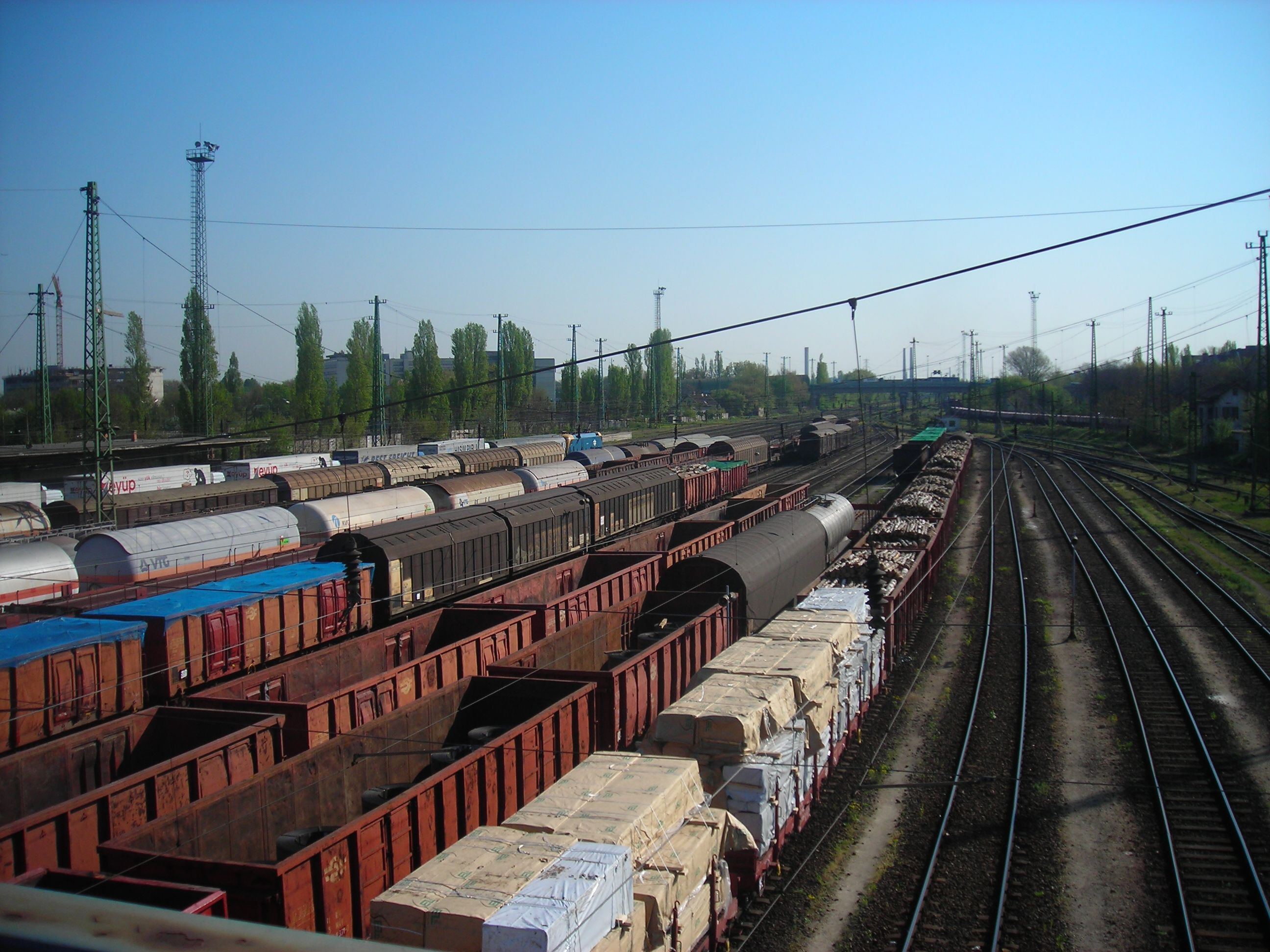
Tehervonatok indulásra várva a Ferencváros vasútállomáson

Bizonyos körülmények között a vasúti szállítás gazdaságosabb és energiatakarékosabb, mint a közúti szállítás. A személyszállítással szemben általában nyereséges üzletág. A vasút gazdaságosabb nagy tömegű áru nagy távolságra szállításában, de kisebb mennyiség rövid távra juttatása esetén az előnye elvész. A legfőbb hátránya a rugalmasság hiánya, ez az oka, hogy veszített népszerűségéből a közúti szállítás előnyére. Néhány állam megpróbálja serkenteni a vasúti szállítást a környezetvédelmi szempontok előtérbe kerülése miatt. A különféle teheráruk szállítása sokféle teherkocsi kifejlesztését tette szükségessé. A modern vasutak egyik legkorszerűbb típusa a konténerszállító kocsi, ami lehetővé teszi, hogy daru segítségével leemelhessék a konténert, és rögtön kamionra vagy hajóra tegyék. Ez a típus háttérbe szorította a hagyományos zárt teherkocsikat, amelyeknél kézzel vagy géppel kellett be- és kirakodni. Más kocsitípusra közvetlenül rá lehet hajtani kamionnal, majd a cél elérése után le lehet hajtani róla. Ilyen rendszert használnak például az Anglia és Franciaország közötti Csalagútban is. Létezik olyan többcélú kocsi is, amelyik két kerékrendszerrel rendelkezik. Az egyik fajtát a vasúti közlekedésben használja, a másikat a közúti forgalomban.

## Kulturális hatás

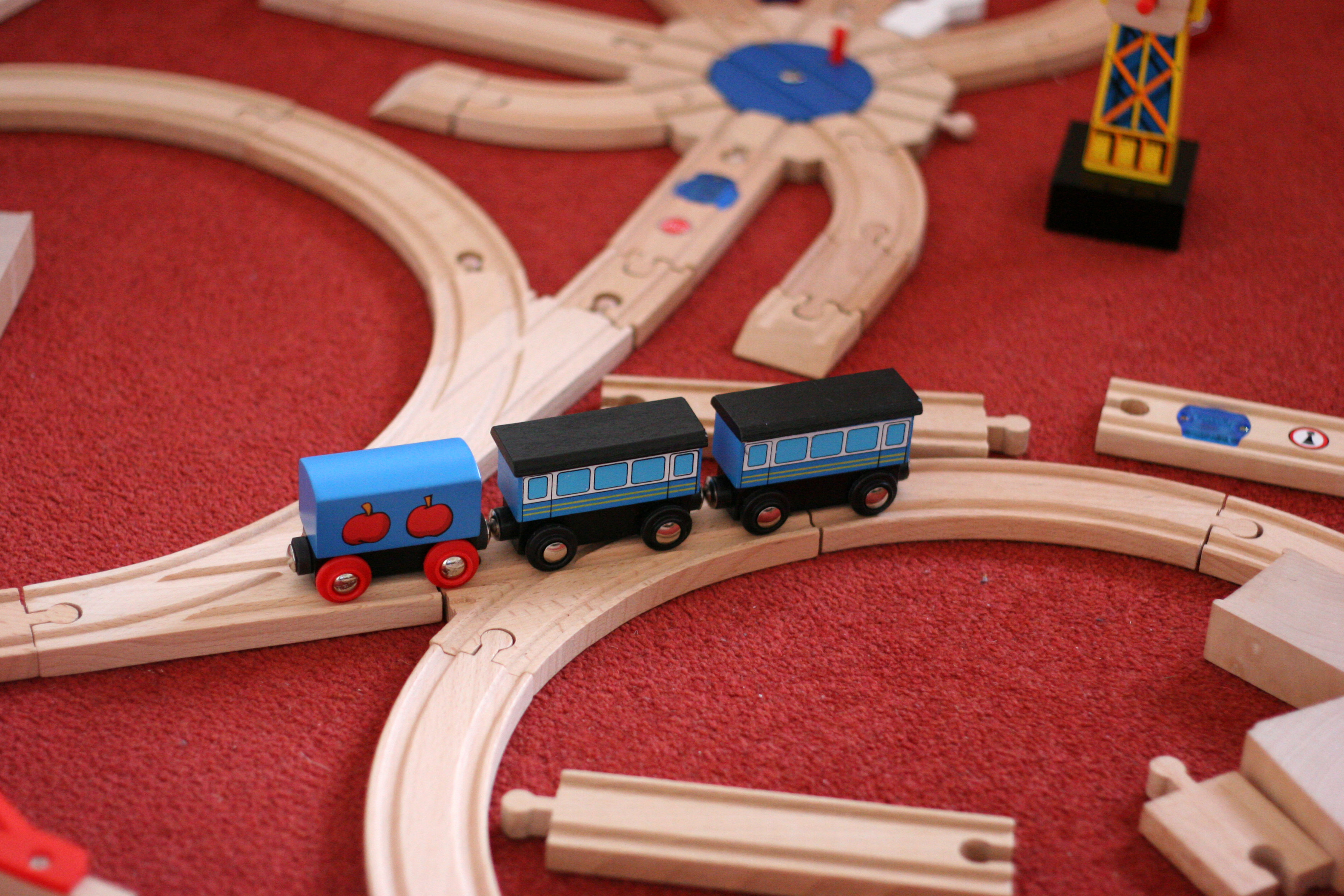
Kék játékvonatok fából készült, egymásba kapcsolódó fa síneken

A vonatok a vasúti közlekedés kezdete óta világszerte jelentős kulturális hatást gyakorolnak. A gyors vonatközlekedés napok vagy órák alatt tette lehetővé azokat az utazásokat, amelyek korábban hónapokig tartottak. Mind a teher-, mind a személyszállítás jóval olcsóbbá vált, ami lehetővé tette a nagy területekre kiterjedő hálózatos gazdaságot.. A vasútvonalak mentén fekvő városok jelentősége nőtt, míg az elkerült városok hanyatlottak vagy akár szellemvárosokká váltak. Az olyan nagyvárosok, mint Chicago, azért váltak kiemelkedővé, mert több vasútvonal találkozási pontjai voltak. Az Amerikai Egyesült Államokban az első transzkontinentális vasútvonal befejezése jelentős szerepet játszott abban, hogy a nemzet nyugati részét nem őslakos bevándorlók népesítették be, és az ország többi részébe beolvadtak. Az orosz transzszibériai vasútvonal hasonló hatással bírt, mivel összekötötte a hatalmas országot keletről nyugatra, és lehetővé tette az utazást a fagyos Szibérián keresztül..
A vonatok régóta nagy hatással vannak a zenére, a művészetre és az irodalomra. Számos filmben nagy szerepet kapnak a vonatok, vagy azokon játszódnak. A játékvasút-készleteket gyakran használják a gyerekek, leginkább a fiúk. A vasútrajongók világszerte megtalálhatók, a modellvasutakat készítő hobbistákkal együtt. A vonatrajongók általában pozitív kapcsolatban állnak a vasúti iparral, bár néha problémákat okoznak a birtokháborítással.

## Környezetvédelem
A Levegő Munkacsoport szerint a vonat teherszállítás közben sokkal kisebb környezetterhelést okoz.